# Anisagrion inornatum
Anisagrion inornatum – gatunek ważki z rodziny łątkowatych (Coenagrionidae). Występuje na terenie Ameryki Południowej.